# Diana Poskuta-Włodek
Diana Poskuta-Włodek – polska specjalistka w zakresie literaturoznawstwa polskiego i teatrologii, dr hab. nauk humanistycznych, profesor nadzwyczajny Uniwersytetu Jana Kochanowskiego w Kielcach.

## Życiorys
Odbyła studia w zakresie teatrologii na Uniwersytecie Jagiellońskim, natomiast 15 października 2001 obroniła pracę doktorską pt. Trzy dekady z dziejów sceny. Teatr im. Juliusza Słowackiego w Krakowie w latach 1914-1945 (zarys monograficzny), otrzymując doktorat, a 19 marca 2014 uzyskała stopień doktora habilitowanego nauk humanistycznych na podstawie rozprawy zatytułowanej Dzieje teatru w Krakowie w latach 1918-1939. Zawodowe teatry dramatyczne.
Pełni funkcję adiunkta w Instytucie Filologii Polskiej na Wydziale Humanistycznym Uniwersytetu Jana Kochanowskiego w Kielcach i  profesora nadzwyczajnego Uniwersytetu Jana Kochanowskiego w Kielcach.

## Nagrody
- 2015: Nagroda Rektora UJK[4]
- 2013: Nagroda Sekcji Krytyków Teatralnych Międzynarodowego Stowarzyszenia Teatralnego ITI za najlepszą książkę teatralną  roku[4]
- 2013: Nagroda Krakowska Książka Miesiąca[4]
- 2013: Nominacja Polskiego Towarzystwa Badań Teatralnych do nagrody najlepszej publikacji teatralnej roku[4]

## Wybrane publikacje
- 1983: Mieczysław Kotlarczyk, "Sztuka żywego słowa : dykcja - ekspresja - magia", Rzym 1975 : [recenzja] / Diana Poskuta-Włodek[1]
- 1994: Jacek Purchla, "Teatr i jego architekt : w stulecie otwarcia gmachu Teatru im. J. Słowackiego w Krakowie", Diana Poskuta-Włodek, "«Co dzień powtarza się gra...» : Teatr im. Juliusza Słowackiego w Krakowie 1893-1993, Kraków 1993 : [recenzja] Aldona Sosnowska[1]
- 2001: Trzy dekady z dziejów sceny. Teatr im. Juliusza Słowackiego w Krakowie 1914-1945[1]
- 2006: Diana Poskuta-Włodek Teatru jidysz byt równoległy[1]
- 2010: Cracow Theatres During The Polish-Bolshevik War (Teatry krakowskie w dobie wojny polsko-bolszewickiej)[1]